# Alma Holgersen
Alma Holgersen, geborene Alma Maria Antonia Ptaczek (* 27. April 1896 in Innsbruck; † 18. Februar 1976 ebenda, verheiratete Alma Frey bzw. Alma Holgersen-Frey, Alma Holgersen) war eine österreichische Schriftstellerin.

## Leben
Holgersen wuchs in Wien auf; die Mutter (Antonia Ptaczek, geb. Janowsky) entstammte einer Zillertaler Bauernfamilie, der Vater (Alfred Ptaczek) war Hofrat am Obersten Rechnungshof in Wien. Sie hatte zwei Schwestern, ihr Bruder starb im Alter von neun Jahren.
In den Jahren 1917/18 pflegte sie intensiven Kontakt zu dem Schriftsteller Peter Altenberg, er bezeichnete sie als sein „tief angebetete[s] heilige[s] Schwesterchen.“ und „letztes Erlebnis meiner todkranken Dichterseele auf Erden“. 1929 veröffentlichte Holgersen „Peter Altenbergs letzte Stunden“ und eine Auswahl an Briefen Altenbergs an sie in der österreichischen Zeitung Der Tag. 1918 heiratete Holgersen Leopold Frey. Über diese Ehe ist nichts bekannt. 1932 heiratete sie Otto Kohn-Holgersen. Er war 1930 aus der jüdischen Gemeinde ausgetreten und änderte 1932 seinen Nachnamen in Holgersen. 1932 wurde die gemeinsame Tochter Anjuta geboren, 1934 reiste Otto Holgersen mit ihr nach Brasilien aus.
Holgersen studierte Musik (unter anderem bei Emil Sauer), malte aber auch, veröffentlichte Fotografien und begann schließlich zu schreiben. Sie lebte als freie Schriftstellerin abwechselnd in der Stadt und auf dem Land, sie wechselte vor allem zwischen Wien, Kitzbühel, Alpbach und Heiligenblut. Sie errang auch mehrere Preise als Skiläuferin.

## Werk

### Literarische Anfänge
1918 erscheint unter dem Namen Alma Frey der Roman „Die Flucht ins Vergessen“ im Tyrolia Verlag. Ende der 1920er / Anfang der 1930er-Jahre erscheinen Artikel in Der Tag und Der Kuckuck. 1935 veröffentlicht sie als Alma Holgersen den Roman „Der Aufstand der Kinder“ im Staackmann Verlag (die Zeichnung auf dem Titelblatt stammt von Alfred Kubin). In einem Interview von 1969 bezeichnete sie ihn als ihr erstes repräsentatives Buch. Man bescheinigt ihr einen „beachtlichen Erfolg“, die Erzählung sei „von einer wirklichen epischen Begabung geschrieben, die tief um die Gesetze der Spannung, der Gestaltung weiß“, es gelänge Holgersen ihre Heldin „mit echtem, innerlich wahrem Leben zu erfüllen“. „Um dieses einen, großartigen Buches sollte Alma Holgersen nicht vergessen sein“, schreibt die als Kinder- und Jugendbuchautorin bekannte Schriftstellerin Gudrun Pausewang 1998 in ihrer Dissertation über vergessene Jugendschriftsteller der Erich-Kästner-Generation. Gundel Mattenklott schreibt in ihrem Übersichtswerk „Zauberkreide: Kinderliteratur seit 1945“: 
Die realistische, in der direkten Rede den Dialekt einsetzende Erzählung der österreichischen Autorin, ist, obgleich 1935 in Leipzig erschienen, frei von Blut- und Boden-Ideologie. Sie vermittelt ein anschauliches Bild des dumpfen Dorfmilieus und sorgfältige, psychologisch überzeugende Porträts der Kinder und ihrer Beziehungen zueinander. In der Kinderliteratur scheint sie mir, was Motiv und Ausführung betrifft, singulär […]
Zeitgleich zur Veröffentlichung von „Der Aufstand der Kinder“ wird in der Zeitschrift Die Glocke ein Auszug aus einem weiteren Manuskript Holgersens veröffentlicht (noch unter dem Titel „Der Bauer Franziskus“ von Alma Frey), der Roman hatte den Preis der Monatszeitschrift Das Werk (Herausgeber: Mirko Jelusich) gewonnen und wurde in der Zeitschrift in Fortsetzungen abgedruckt. Ein Jahr später erscheint der Roman „Der Wundertäter“, wieder im Staackmann Verlag, mit einer Umschlagzeichnung von Oswald Poetzelberger. 1937 erhält sie für den Roman den Julius-Reich-Preis.
Für ihr Theaterstück „Die verschlossenen Herzen“ wird sie bei einem dramatischen Wettbewerb ausgezeichnet, der von der Österreichischen Kunststelle, gemeinsam mit der Zeitschrift Die Pause ausgeschrieben wurde. In der Begründung heißt es, der Text sei „ein wirklichkeitsnahes Volksstück, mit moderner Psychologie gesehen“. Am 27. Januar 1938 wird das Stück von der Tiroler Exl-Bühne uraufgeführt und bekommt überwiegend wohlwollende Kritiken.
1937 erscheint das „Ski-Tagebuch“ „2000 Meter über der Hölle“, illustriert mit Fotos von Holgersen (1953 erscheint eine Neuauflage unter dem Titel „Bergfrühling“ im Eduard Wancura Verlag mit Bildern von Fred Decker). Mit diesem Werk wechselt sie zum Zsolnay-Verlag, in einem Brief an Paul Zsolnay schreibt sie: „Ich bin so froh, dass ich in Ihrem Verlag bin, Ihr Leserkreis ist doch ganz etwas anderes als der von Staackmann.“ Mitte Februar 1938 bietet Holgersen dem Zsolnay-Verlag ein weiteres Manuskript mit dem Titel „Großstadtlegende“ an. Bereits im Januar 1937, noch bevor Holgersen zum Zsolnay-Verlag wechselt, legt sie das Manuskript dem Wiener Zinnen Verlag vor. Dieser reicht das Manuskript zur Prüfung bei der Reichsschrifttumskammer ein, die das Werk – auch nach einer Überarbeitung – als nicht der nationalsozialistischen Ideologie entsprechend einstufen. Das Buch wird erst 1946 im Verlag Amandus-Edition erscheinen.

### Nach dem Anschluss bis 1945
Im Frühjahr 1938 erscheint bei Zsolnay der Roman „Du hast deinen Knecht nicht aus den Augen verloren“, im Zentrum der Handlung steht die Figur Franziskus aus „Der Wundertäter“. (1951 erschienen beide Bücher gesammelt unter dem Titel „Franziskus“.) 1940 die Novelle „Kinderkreuzzug“ (Zsolnay), ihr erster historischer Stoff. Der Roman wurde 1948 neu aufgelegt, 1950 titelte der Wiener Kurier, dass der Filmregisseur G.W. Pabst eine Verfilmung des Stoffes plane. Wie andere Projekte kam dieser Film nicht zustande.
Bis Kriegsende erscheinen noch drei weitere Bücher – „Die goldenen Wiesen“ (im national-konservativen Fundsberg-Verlag), „Fahrt in den Schnee. Ein Jungmädchenbuch“ (Schöningh, der Verlag wird 1943 von den Nationalsozialisten aufgelöst) und „Die Reise der Urgroßmutter“ (Fundsberg-Verlag). 1943 erscheinen Wehrmachts-Ausgaben von „2000 Meter über der Hölle“ und „Du hast deinen Knecht nicht aus den Augen verloren“.

Die Rolle von Alma Holgersen als Schriftstellerin im Nationalsozialismus wird von verschiedenen Autoren ambivalent bewertet. Murray G. Hall geht in einem Kapitel seiner Studie Der Paul Zsolnay Verlag. Von der Gründung bis zur Rückkehr aus dem Exil näher darauf ein, wie umstritten Alma Holgersen bei nationalsozialistischen Verlegern war. Pia Marrara analysiert in ihrer Diplomarbeit das Jugendbuch „Fahrt in den Schnee“ und kommt zu dem Schluss:  
Äußerlich und auf den ersten Blick entspricht der Text durch eine oberflächliche Beschreibung der Protagonistin, eines blonden, kämpferischen und zielorientierten Mädels, sehr wohl den Forderungen der nationalsozialistischen Ideologie. Aber durch kleine, manchmal fast unscheinbare Attribute (in diesem Beispiel vor allem auch durch die formale Gestaltung des Textes) verabschiedet er sich entschieden von den ersten Eindrücken und der möglichen ungewollten Vereinnahmung. 
Sieglinde Klettenhammer schreibt in ihrem Portrait zu Alma Holgersen, ihre Werke zwischen 1935 und 1943 „bedienen und unterlaufen die NS-Ideologie zugleich“. Bei Romanen wie „Großstadtlegende“ und „Geleitet sie, Engel!“, die erst nach 1945 erscheinen können, sieht sie eine klare Opposition gegen die NS-Ideologie. Gundrun Pausewang schreibt: „Daß Alma Holgersen nicht den Verlockungen des Nationalsozialismus erlag, hat sie wohl ihrem konsequenten Katholizismus zu verdanken.“

### Nach 1945
In den ersten Jahren nach dem Zweiten Weltkrieg ist Alma Holgersen als Schriftstellerin sehr präsent. Vor 1945 erschienene Romane werden neu aufgelegt („Kinderkreuzzug“ 1948 und 1951 in der Büchergilde Gutenberg; „Franziskus“ („Der Wundertäter“ + „Du hast deinen Knecht nicht aus den Augen verloren“) 1951; „Tonis Abenteuer“ („Fahrt in den Schnee“) 1952; „Bergfrühling“ („Ski-Tagebuch“) 1953), in den ersten fünf Jahren erscheinen fünf neue Romane und ein Gedichtband, ein Theaterstück wird am Tiroler Landestheater uraufgeführt („Wir könnten gerettet werden“, 1949) und sie wird 1949 mit dem nach dem Krieg gestifteten Preis der Stadt Wien für Literatur ausgezeichnet.
Im Herbst 1946 erscheint der Roman „Großstadtlegende“ im nach dem Krieg neu gegründeten Verlag Amandus-Edition-Wien (Gründer: Josef Friedrich Fuchs). Das Manuskript war aus ideologischen Gründen in den späten 1930er-Jahren von Verlagen abgelehnt worden. Holgersen verlegt die Handlung für die Buchausgabe in die letzten Kriegsjahre des Zweiten Weltkriegs in Wien. Der Roman ist geprägt vom Kontrast des „höllischen“ Nationalsozialismus und christlichen Widerstands und Erlösungsgedanken. Inge Santner kritisierte in der Weiner Zeitung die fehlende Positivität und Aktivität der Figuren im Roman: „Bei dieser Haltung können wir alle einpacken. Dann ist es überflüssig zu arbeiten und aufzubauen.“ Otto König bezeichnet in der Arbeiter-Zeitung den Roman als „die künstlerisch vollendetste von allen bisher in Österreich an die Öffentlichkeit gedrungenen Verdichtungen der Friedens- und Kriegsschreckenszeit Wiens unter der braunen Despotie“, jedoch glaubt er, das Buch würde aufgrund der eigentümlichen Mischung aus christlicher Metaphorik und psychologischer Schilderung keine große Leserschaft finden. In einer Rezension der Österreichischen Volksstimme wird besonders darauf eingegangen, dass sich bisher nur wenige Autoren an das Thema Nationalsozialismus und Shoa herangewagt hätten und Holgersen mit diesem Buch Mut beweise. J. J. Strating bezeichnet „Großstadtlegende“ in der von der University of Oklahoma herausgegebenen Zeitschrift Books abroad eine exzellent geschriebene Erzählung: „Not just another Underground story, but a touching account of two people's struggle for their integrity in a world full of violence and treason, and for survival throughout the famine, burning, and bombing of their city“. Die Literaturwissenschaftlerin Evelyn Polt-Heinzl bezeichnet das Buch als „eine der frühen und radikal vergessenen literarischen Verarbeitungen von NS-Schuld und Bombenkrieg“.
1948 erscheinen zwei neue Bücher, die Erzählung „Geleitet sie, Engel!“ im Zsolnay-Verlag und der Roman „O Mensch wohin?“ im katholischen Verlag Benziger aus der Schweiz. Beide Texte thematisieren die Zeit des Nationalsozialismus. „O Mensch wohin?“ bekommt gemischte Kritiken, das Buch sei ein packender Roman „in dem eine nationalsozialistische Lehrerin an dem zähen Widerstand der Bauernkinder zerbricht“, „dichterisch sehr ungleichwertig“ und „von oft sehr eigenwilliger Bildhaftigkeit“, „[g]ewandt und nichtssagend geschrieben, aus reichlich verspäteten Ressentiments gegen das Dritte Reich zusammengebraut“. Nach Angaben Holgersens entstand das Manuskript kurz vor Kriegsende und wurde von der Gestapo beschlagnahmt. Clemens Ottawa bezeichnet „Geleitet sie, Engel!“ rückblickend als „eines ihrer eindrucksvollsten Bücher“. Hierin beschreibt Holgersen die Schiffsüberfahrt jüdischer Kinder, die die Konzentrationslager überlebt haben, nach Palästina. Das Buch wird abgeschlossen von zwei aus dem Jiddischen übersetzten Gedichten von Itzik Manger.
Ab Mitte der 1950er-Jahre schreibt Holgersen ausschließlich Kinder- und Jugendbücher mit christlich-konservativer Tendenz. In einem Interview von 1969 erklärt sie hierzu: „Jugendbücher, die schreibt man sozusagen für’s Geld. Natürlich musste ich immer, immer schreiben. Eben wegen des Geldes. Denn davon hab ich gelebt … Ich schreibe jetzt hauptsächlich Kinderbücher, denn ich kann dort poetisch sein. Das ist ja heute sehr schwer.“

## Werke
- Der Aufstand der Kinder (Erzählung, Leipzig 1935)
- Die verschlossenen Herzen (Schauspiel, 1936)
- Der Wundertäter (Leipzig 1936)
- Zweitausend Meter über der Hölle. Ein Ski-Tagebuch (Berlin 1937; unter neuem Titel 1953: Bergfrühling)
- Du hast deinen Knecht nicht aus den Augen verloren (Roman, Berlin 1938)
- Kinderkreuzzug (Novelle, Berlin 1940)
- Die goldenen Wiesen (Berlin, 1942)
- Fahrt in den Schnee. Ein Jungmädchenbuch (Paderborn, 1943)
- Die Reise der Urgroßmutter (Roman, Berlin 1943)
- Großstadtlegende (Wien 1946)
- Geleitet sie, Engel! (Erzählung, Wien 1948)
- O Mensch wohin? (Roman, Einsiedeln 1948)
- Bergkinder. Eine Erzählung für Jungen und Mädchen (Recklinghausen 1949)
- Es brausen Himmel und Wälder (Roman, Innsbruck 1949)
- Die große Reise (Wien 1949)
- Sursum corda (Gedichte, Wien 1949)
- Berghotel (Roman, Wien 1951)
- Franziskus (Wien 1951)
- Freu dich alle Tage! (Wien 1952)
- Tonis Abenteuer. Eine Erzählung aus den Bergen für junge Mädchen (Wien 1952)
- Ferien wie noch nie. Eine Erzählung für junge Mädchen (Wien 1953)
- Gesang der Quelle (Roman, Wien 1953)
- Das Buch von Fatima (Wien 1954)
- Die drei Hirtenkinder von Fatima. Erzählung für die Jugend nach Tatsachenberichten (Wien 1954)
- Drei halten zusammen (Wien 1955)
- Die Reichen hungern (Roman, Wien 1955)
- Das Buch von La Salette (Wien 1956)
- Die Kinder von La Salette. Erzählung für die Jugend (Wien 1956)
- Ein Tor öffnet sich. Roman für junge Mädchen (Wien 1956)
- Räuberromanze (Roman, Hamburg 1957)
- Das Mädchen von Lourdes. Erzählung für die Jugend (Wien 1958)
- Pietro schreibt dem lieben Gott (Wien 1959)
- Dino und der Engel (Wien 1962)
- Schneesturm im Juni (Wien 1962)
- Junges Gras im Schnee (Wien 1963)
- Keiner ist fremd (Wien 1963)
- Weiße Taube in der Nacht (Roman, Innsbruck 1963)
- Maximilian. Die Jugend des letzten Ritters, Erzählung für die Jugend (Wien 1965)
- Ein Reh zu Gast (Graz 1965)
- Der kleine Indio und die Muttergottes (Wien 1967)
- Thomas sucht den lieben Gott (Wien 1968)
- Carlo und der kleine Löwe (Wien 1969)
- Schwarz und weiß. »Little Rock« (Jugendbuch, Wien 1970)
- Abenteuer in den Bergen (Wien 1972)
- Ein Jahr mit Elisabeth (Wien 1973)
- Kleiner Bruder Kim (Wien 1973)